# D.F.C. in het seizoen 1955/56
Het seizoen 1955/1956 was het tweede jaar in het bestaan van de Dordtse betaaldvoetbalclub D.F.C.. De club kwam uit in de Hoofdklasse B en eindigde daarin op de 10e plaats, dit betekende dat de club degradeerde naar de eerste divisie.

## Wedstrijdstatistieken

### Hoofdklasse B
|       | Alkmaar '54 | BVV   | EDO   | Elinkwijk | Emma  | Feijenoord | De Graafschap | GVAV  | MVV   | PSV   | Rapid JC | SHS   | Sittardia | Sportclub Enschede | SVV   | De Volewijckers | Willem II |
| ----- | ----------- | ----- | ----- | --------- | ----- | ---------- | ------------- | ----- | ----- | ----- | -------- | ----- | --------- | ------------------ | ----- | --------------- | --------- |
| Thuis | 2 – 3       | 2 – 1 | 3 – 1 | 1 – 2     | 2 – 1 | 1 – 7      | 0 – 0         | 3 – 1 | 2 – 1 | 2 – 1 | 3 – 1    | 0 – 2 | 4 – 1     | 0 – 0              | 3 – 1 | 6 – 1           | 0 – 3     |
| Uit   | 0 – 0       | 1 – 1 | 2 – 3 | 3 – 1     | 1 – 7 | 1 – 1      | 1 – 1         | 0 – 2 | 3 – 2 | 4 – 0 | 6 – 2    | 1 – 3 | 0 – 1     | 3 – 2              | 2 – 7 | 3 – 2           | 2 – 0     |

### Beslissingswedstrijd om de 9e plaats
| Beslissingswedstrijd                                                                            | GVAV                                                                      | 4 – 3 (3 – 3, 1 – 1) Na verlenging | D.F.C.                                      |
| 17 juni 1956 Plaats: Alkmaar Alkmaarderhout Toeschouwers: 13.000 Scheidsrechter: Jan Bronkhorst | Rikkert La Crois 15' Piet de Koe 54' Alie Kruger 70' Johnny de Grooth 91' |                                    | 39', 55' (pen.) Koos Schaap 64' Piet van Es |

## Statistieken D.F.C. 1955/1956

### Eindstand D.F.C. in de Nederlandse Hoofdklasse B 1955 / 1956
| Stand | Gespeeld | Gewonnen | Gelijk | Verloren | Punten | Doelpunten voor | Doelpunten tegen |
| ----- | -------- | -------- | ------ | -------- | ------ | --------------- | ---------------- |
| 10e   | 34       | 15       | 7      | 12       | 37     | 69              | 61               |

### Topscorers
| #      | Naam           | Goal |
| ------ | -------------- | ---- |
| 1.     | Piet van Es    | 17   |
| 2.     | Koos Schaap    | 12   |
| 3.     | Freek Bellaard | 8    |
| 3.     | Jan de Jager   | 8    |
| 5.     | Jan Advocaat   | 7    |
| 5.     | Wim de Groot   | 7    |
| 7.     | Piet Meeusen   | 4    |
| 8.     | Sjef Collombon | 2    |
| 8.     | Bas Joossen    | 2    |
| 10.    | Louwman        | 1    |
| 10.    | Hans de Vos    | 1    |
| Totaal | Totaal         | 41   |

| #      | Naam        | Goal |
| ------ | ----------- | ---- |
| 1.     | Koos Schaap | 2    |
| 2.     | Piet van Es | 1    |
| Totaal | Totaal      | 3    |